# Buick Lucerne
La Lucerne è un'autovettura full-size prodotta dalla Buick tra i model year 2006 e 2011.

## Il contesto
Introdotta al salone dell'automobile di Chicago del 2005, la Lucerne ha sostituito sia la Park Avenue che la LeSabre per il model year 2006. La Lucerne ha rappresentato il modello al top della gamma Buick fino al 2011, quando è stata tolta dal mercato. Non è stato annunciato nessun modello successore. La Lucerne era basata su una versione rivista del pianale H della General Motors, che in seguito sarebbe stato utilizzato sulla Pontiac Bonneville.

## Caratteristiche

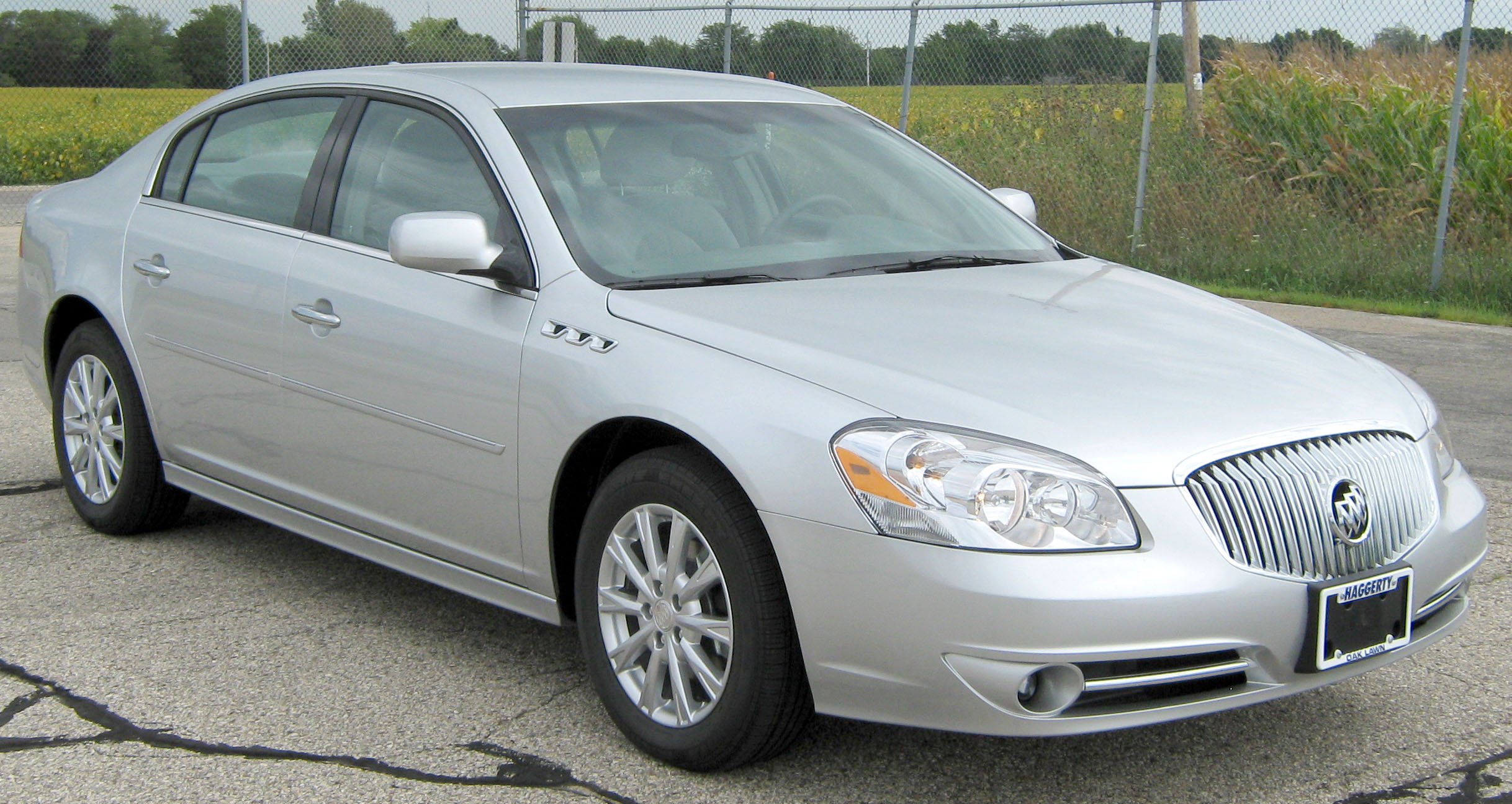
Una Buick Lucerne CX del 2011

La Lucerne possedeva come motore base il propulsore V6 3800 da 3,8 L di cilindrata (da cui il nome "3800"). Era invece opzionale il V8 Cadillac da 4,6 L. La Lucerne era anche disponibile con il sistema di sospensioni attive Magnetic Ride Control, già utilizzato sulla Corvette. Tutti i modelli General Motors che avevano installato i motori V6 Buick da 3,8 L furono le prime vetture SULEV (cioè Super Ultra Low Emission Vehicles, ossia veicoli ad emissioni nocive ultrabasse). Il motore era montato anteriormente, e la trazione era all’avantreno. I cambi disponibili erano due, entrambi automatici a quattro rapporti. Uno era il 4T65-E, che era montato quando il modello aveva installato il motore V6, mentre l'altro era il 4T80-E, che era invece montato in associazione al propulsore V8.
Il prezzo base della Lucerne era più basso di quello della LeSabre, sua vettura antenata, sebbene l'opzione che contemplava l'installazione del motore V8 aumentava il prezzo a livello di quello della Park Avenue.
Seguendo la tradizione della Buick, la Lucerne aveva installato le finte prese d’aria Ventiport sui parafanghi anteriori in una quantità che corrispondeva al numero dei cilindri, cioè tre o quattro per lato in base a sé l'esemplare avesse avuto installato, rispettivamente, un motore V6 o V8.
La Lucerne è stata assemblata a Hamtramck, nel Michigan, insieme alla Cadillac DTS ed è stata offerta inizialmente con tre allestimenti, CX, CXL (con il motore a sei cilindri) e CXS (con il propulsore V8).
Nel 2008 la Lucerne è stata oggetto di alcuni aggiornamenti. Nell'occasione la Buick cominciò ad offrire il sistema che avvertiva il conducente quando la vettura usciva dalla corsia di marcia senza la volontarietà da parte del guidatore. Inoltre, vennero aggiornati i colori della carrozzeria. Furono anche introdotti altri due livelli di allestimento, il CXL Special Edition (equipaggiato meglio del CXL) ed il Super.
Nel 2009 la Lucerne fu aggiornata nuovamente. Tra le novità ci fu un nuovo motore base, il V6 LZ9 da 3,9 L, la connettività Bluetooth e l'XM Satellite Radio. Nell'occasione, la Buick annunciò che la Lucerne sarebbe stata disponibile con motore Flex senza costi aggiuntivi.
Nel 2010 per tutte le Lucerne furono disponibili i pannelli sottoporta, la calandra e i fendinebbia installati precedentemente solo sull'allestimento Super.
Nell'ultimo anno di produzione (2011), la Lucerne non fu aggiornata.

## La Lucerne Super
Introdotta al salone dell'automobile di New York del 2007, la Lucerne Super era la versione più potente e lussuosa del modello. Il motore installato era un V8 Northstar da 4,6 L che erogava 17 CV in più del propulsore montato sulla CXS. La Lucerne Super era dotata di uno spoiler posteriore che concorreva a creare un aspetto sportiveggiante. La produzione della Lucerne Super è iniziata nel 2008.

## L'omaggio a Louis Chevrolet
Il nome "Lucerne" è stato un omaggio non ufficiale alla Svizzera, cioè al Paese da cui proveniva Louis Chevrolet, fondatore dell'omonima casa automobilistica. La prima idea di richiamare la città natale di Louis Chevrolet, La Chaux-de-Fonds, non ebbe seguito perché questo centro abitato è una città industriale sede, tra l'altro, di molte industrie orologiere, e quindi non era un esempio di luogo che rappresentasse la bellezza della Svizzera, perlomeno per l'immaginario collettivo degli statunitensi. Fu quindi scelta Lucerna (in inglese "Lucerne"). Localizzata al centro del territorio svizzero, Lucerna è invece famosa per essere tra le più belle e visitate città della nazione elvetica.

## La sicurezza
La Buick Lucerne ha ottenuto il giudizio complessivo di "Good" dall'Insurance Institute for Highway Safety per gli impatti frontali.

## Motorizzazioni
| Anni      | Motore                    | Cilindrata | Potenza                      | Coppia                        |
| --------- | ------------------------- | ---------- | ---------------------------- | ----------------------------- |
| 2006–2008 | 3800 L26 V6 da 3,8 L      | 3.791 cm³  | 197 CV @ 5200 giri al minuto | 316 N•m @ 3800 giri al minuto |
| 2009–2011 | GM 3900 V6 da 3,9 L       | 3.880 cm³  | 227 CV @ 5700 giri al minuto | 321 N•m @ 3200 giri al minuto |
| 2006–2008 | Northstar LD8 V8 da 4,6 L | 4.565 cm³  | 275 CV @ 6000 giri al minuto | 400 N•m @ 4400 giri al minuto |
| 2008–2011 | Northstar L37 V8 da 4,6 L | 4.565 cm³  | 292 CV @ 6300 giri al minuto | 390 N•m @ 4500 giri al minuto |

## La fine della produzione
L'ultima Lucerne è stata assemblata il 15 giugno 2011. Non sono stati annunciati modelli successori. Con l'introduzione della Verano nel 2012, la LaCrosse ha preso il posto della Lucerne come modello di punta della gamma Buick.

## Gli esemplari venduti negli Stati Uniti
| Anno   | Esemplari venduti |
| ------ | ----------------- |
| 2005   | 8.821             |
| 2006   | 96.515            |
| 2007   | 82.923            |
| 2008   | 54.930            |
| 2009   | 31.292            |
| 2010   | 26.459            |
| 2011   | 20.358            |
| Totale | 321.298           |